# Väikeheinamaa
Väikeheinamaa (‘Klein hooiland’, Zweeds: Lillängin, ‘kleine weide’) is een plaats op het Estlandse eiland Naissaar, dat deel uitmaakt van de gemeente Viimsi in de provincie Harjumaa. De plaats heeft de status van dorp (Estisch: küla) en had bij de volkstelling van 2021 geen inwoners meer.

## Ligging
Väikeheinamaa ligt aan de westkant van het eiland. Het werd vroeger ook wel Lääneküla (‘westelijk dorp’) genoemd.

## Geschiedenis
Väikeheinamaa werd voor het eerst genoemd in 1922 onder de naam Heinamaa-Väike. De inwoners vormden samen met familie in Lõunaküla een visserscollectief.
Na de Tweede Wereldoorlog werd de verdeling van Naissaar in drie dorpen (Lõunaküla, Tagaküla en Väikeheinamaa) opgeheven: er was nog maar één dorp, Naissaare. In 2011 werd de onderverdeling in drie dorpen hersteld.

## Foto's

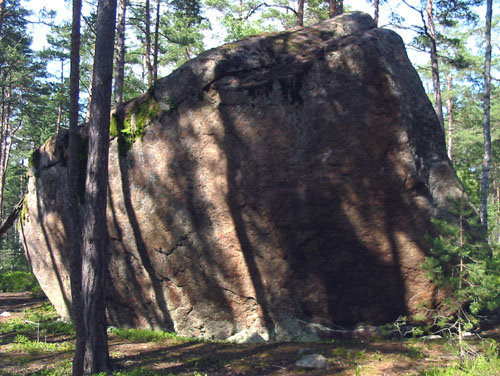
De Põlendikukivi, een zwerfsteen bij Väikeheinamaa
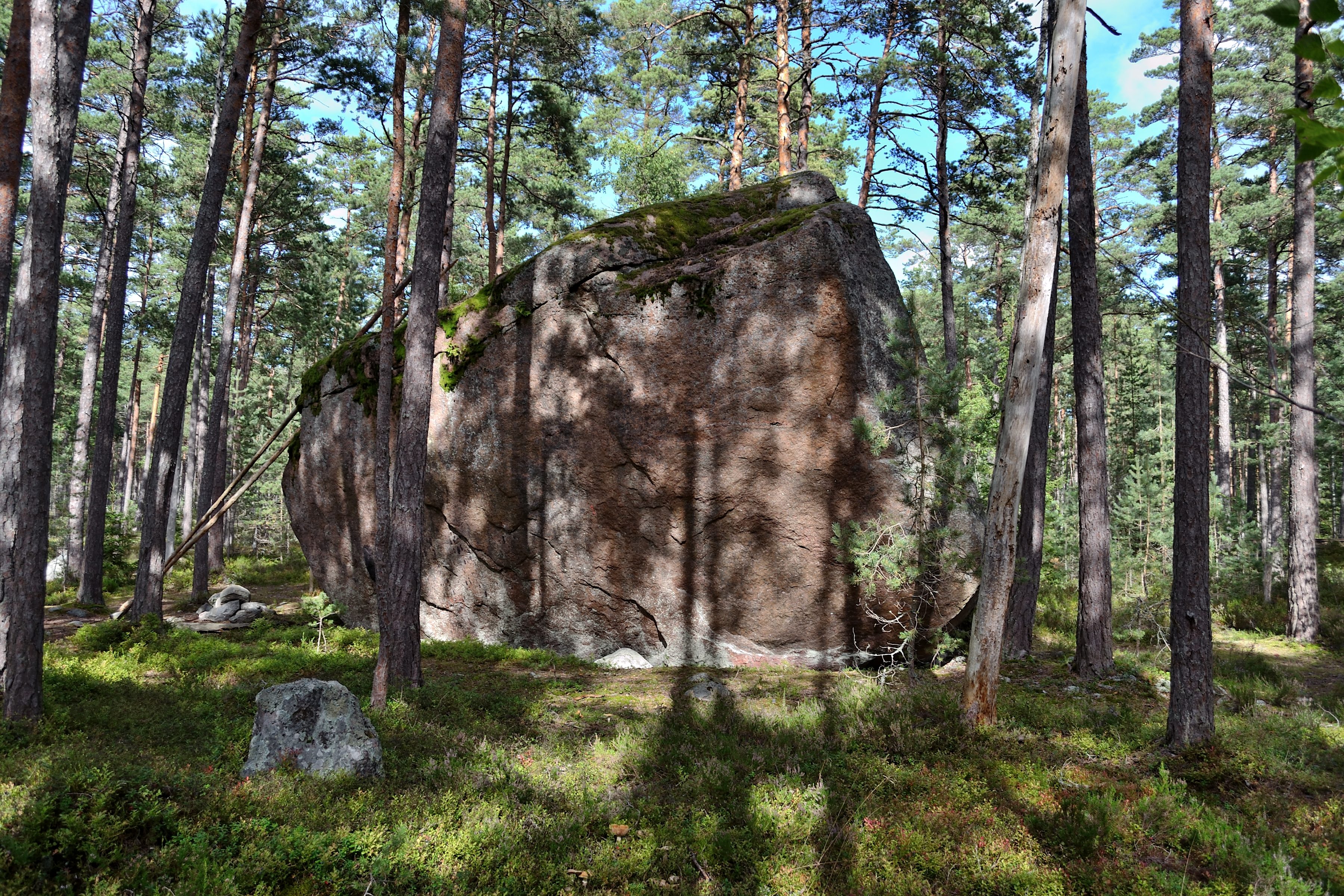
Het bos rond de Põlendikukivi